# Sneglehøj
 Denne artikel bør gennemlæses af en person med fagkendskab for at sikre den faglige korrekthed.

En sneglehøj er i det følgende defineret som en gravhøj forsynet med en, oftest højredrejet, fodsti fra højens basis til toppen. Fænomenet er kun fundet på rundhøje uden gravkammer, dvs. stensætning på højens top. Ordet sneglehøj er hyppigt et lokalt navn, som ikke nødvendigvis er benyttet i stednavneregistre.

## Beskrivelse
I Danmark, og udover Europa, blev de fleste gravmæler (rundhøje eller langhøje med eller uden jættestuer) anlagt i 'stenalderen' og 'ældre bronzealder'. Oprindeligt blev graven formentligt etableret i forbindelse med en særlig persons død, og efterfølgende har der været en høj grad af genbrug. Gravmælets primære formål må antages at være genfødsel og gravkammeret symboliserede uterus. Rundhøjen som sådan symbolerer graviditet og en evt. stensætning på toppen er symbolet på clitoris. En direkte reference til denne symbolik kan findes i Stonehenges udformning og frugtbarhedskult, og i kulturerne i Indus, Mesopotamien og omkring Middelhavet.
Formålet med sneglehøjens snoede sti er ukendt, men er formentligt knyttet til specifikke religiøse ritualer, hvor højens betydning som gravmæle og helligsted er overtaget af en eller flere fra stenalderen efterfølgende religion.
Sneglehøje indgår ikke som sådan i Nationalmuseets systematiske registrering af fortidsminder i Danmark, men nævnes kun lejlighedsvist i registreringsbeskrivelserne. Dette kan skyldes at autoritative arkæologer har afskrevet fænomenet som resultatet af en senere, romantisk, konstruktion. Dette er naturligvis tilfældet for høje anlagt i herregårdsparker etc., men forklarer ikke hvorfor efterfølgende generationer skulle have haft interesse i at investere arbejdskraft i det ret omfattende jordarbejde på oftest afsides liggende høje, og skulle have haft mod til overhovedet at opholde sig på disse steder, der generelt var omkranset af stor folkelig overtro.
En internetundersøgelse resulterede i at der er registreret i alt ni høje fra ældre og yngre bronzealder med navnet Sneglehøj som lokalt stednavn. 
Derudover har denne artikels forfatter registreret adskillige høje med sneglegang og registreringen fortsættes. 
Eftersom tusindvis af gravhøje er forsvundet i den mellemliggende tid, eller stien eroderet væk, er det nærliggende at antage at sneglehøje har forekommet meget mere udbredt.

## Placering af gravhøjene
Den geografiske beliggenhed er tilsyneladende næsten udelukkende et sjællandsk fænomen, og højene er koncentreret indenfor ret tætliggende geografiske områder:
- Nordsjælland: Snekkersten, Stenløse, Gladsaxe, Herlev
- Midtsjælland: Åstrup, Skjoldenæsholm, Reerslev
- Sydsjælland/Møn: Stege, Møns klint

Følgende teorier findes om deres placering og betydning
- Sneglehøjene repræsenterer lokale kultcentrer for sol- og frugtbarhedsdyrkelse, og at de har fungeret som en integreret del af en udefra importeret kultur/religion, formentligt via Skåne eller Bornholm som følge af disse steders blomstrende kultur og nærhed med Sjælland.
- Set ovenfra er rundhøjens cirkel solens tegn og sneglegangen er i sig selv et soltegn, som findes afbilledet overalt på bronzealderens smykker, bæltespænder og sten.

### Nordsjælland

#### Snekkersten, Helsingør
Sneglehøj ved Prøvestenscentret i Helsingør er placeret tæt op mod politistationen – i udkanten af Helsingørs tidligere overdrev på grænsen til Rørtang ejerlav. Den er den eneste registrerede oldtidshøj i den gamle Helsingør købstads område. Der er efter alt at dømme tale om en bronzealderhøj, som dog aldrig er blevet nærmere undersøgt. Sneglegangen kan stamme fra en senere romantisk eftertid. Højen blev registreret og fredet som fortidsminde så sent som 1968. Højen har en diameter på 16 m. og en højde på ca. 3 m. i forhold til det omgivende terræn.

#### Nørrevangen, Stenløse, Egedal Kommune
Undersøgelse 2002/2003 af stenaldergrave, hustomter og gruber med digel- og støbeformsfragmenter.
I 2002 blev der udgravet tre jordfæstegrave fra senneolitisk tid (bondestenalderen). Under dem fandtes endnu en grav, men kun tænder og knogler fra den gravlagte var bevaret.
Der blev endvidere udgravet en 90m lang kogegruberække med 30 aflange kogegruber fra bronzealderen. Kogegruberne har retning mod en gravhøj, Kong Svends Høj, der ligger på området. I en nærliggende grube fremkom mange digel- og støbeformsfragmenter, der sammen med de tidligere fund viser, at der har været støbt i yngre bronzealder (ca. 800-600 f.Kr.). Inden for et areal på 10 x 10 m og vest for kogegruberækken fandtes over 40 kogegruber fra yngre bronzealder. På flad mark lå to urnegrave fra førromersk jernalder (500 f.Kr.- 1 e.Kr.). Foruden brændte knogler fremkom der en bronzefibel og glasperler i urnerne. Der blev i alt udgravet tomter af over 50 treskibede huse og 13 grubehuse. Tomterne bekræfter, at der har ligget rige bebyggelser fra yngre bronzealder (1100-500 f.Kr.) og yngre germansk jernalder/vikingetiden (550-1050 e.Kr.).

#### Gladsaxe
Rundhøjen Sneglehøj blev fredet i 1938 og havde da målene: diameter.: 25 m, max. højde/bevaret lagtykkelse: 5,0 m.
Berejser T. Mathiassen skrev i 1938: 
Sneglehøj, 25 x 5 m.; Siderne stejlt afgravede, navnlig mod Nord; lille nyt Hul i Vestsiden. Bevokset med høje Træer. 112/38. Efter nævnets kendelse fredet i 10 m's omkreds 442/54.
I forbindelse med udvidelsen af Motorring 3 foretog man en prøvegravning i området omkring gravhøjen, med følgende resultat: For foden af Sneglehøj fandtes et større område med kogestensgruber. I den nordlige del af området fremkom en gård af 5.-6. århundrede bestående af hovedhus, hegn og udhus. 27 m vest for Sneglehøj blev der registreret en langdysse med to kamre – bygget for omkring 5000 år siden. Dyssen har været mindst 17 m lang og 11 m bred, og for foden af den har der været mindst 14 store randsten. Rester af tørmure understreger, at dyssen har været et usædvanligt imponerende anlæg.

### Midtsjælland

#### Hestehaven, Åstrup Herregård, Kirke Såby Sogn
Lokalt topografisk højdepunkt(66 m.); Højde over terræn ca. 5 meter; Diameter ca. 30 meter; Højresnoet; Gangstart fra øst; Ganglængde ca. 104 meter; Gangbredde 50-75 cm. 
Ifølge interview med lokal beboer skal højen og/eller området omkring have været samlingspunk for lokale med marked og gøgl i århundreder. Mindst frem til 1920-30. Lokalhistorisk arkiv har dog ingen information om dette.

#### Skjoldenæsholm, Jystrup
Beliggende i parken til Skjoldenæsholm Gods, Jystrup.
Højde over terræn ca. 4-5 meter; Diameter ca. 12 meter; Højresnoet; Gangstart uvist pga tilknytning til parkanlæg i 1783; Ganglængde ca. 55 meter; Gangbredde 80-110 cm.

#### Reerslev Sogn, Tune Herred, Københavns Amt
Lokaliteten er et færdigregistreret kulturhistorisk stedfæstet punkt. Fredningsnr.:32289; Fredningsstatus B (1942); Kort 4 cm kort: 1513 I SV MB: 3228 UTM: 700426 / 6169568 Zone: 32; Ejerlav 0040852; Reerslev By, Reerslev, matr.nr.: 9a (1942); Stednavne "Sneglehøj" (1876); "Bavnehøj" (1942); Rundhøj; Max. højde/bevaret lagtykkelse: 6,27m (1876); Diam.: 25 m, max. højde/bevaret lagtykkelse: 4 m (1942), Antagelig ubeskadiget (1876); Berejsning forestået af museum 1876; Berejser: Kornerup,I., Nationalmuseet, Danske Afd., Danmarks Oldtid (Sognebeskrivelsen).
Berejsertekst: Stærkt beskadiget Gravhøj, som nu kaldes Sneglehøj", da der for faa aar siden er bleven anlagt en saakaldt Sneglegang paa den. Den synes at være bleven udgravet, men har endnu en anselig Højde ca. 10 Alen. Berejsning foretaget af museum i 1942; Berejser: Mackeprang, M.B., Nationalmuseet, Danske Afd., Danmarks Oldtid (Sognebeskrivelsen); NM "gule fredningslister": "Bavnehøj", 4 x 25 m. Flere Gravninger i Toppen. Gamle tilgroede afgravninger i siderne. Græsklædt i Ager. J.1152/57, højen indhegnet efter fr.nævnets påtale af kreaturbeskadigelser. Tinglysning af areal eller punkt 1942, Nationalmuseet, Danske Afd., Danmarks Oldtid (Sognebeskrivelsen); Ændring af digitaliserede koordinater 13. februar 2008, Det Kulturhistoriske Centralregister. Journalnr: 4-F_pos_2008 

### Sydsjælland /Møn

#### Nyvang, Møn
Provstegårdsvej går op over det bakkede terræn, som bronzealderhøjen Sneglehøj benytter sig af for at få ekstra pondus. Midtvejs kulminerer højden for herefter sagte at falde igen ned mod Noret. Vest for Sneglehøj lå tidligere Østerhøj, som nu er væk. De mange sagn tilknyttet denne høj er overgået til nabohøjen, Sneglehøj, med sneglegang til toppen. Man ved ikke, om det er en processionsrampe fra gammel tid eller lavet senere, eller om højen oprindeligt har været bygget på en rund platform, der har udviklet gangen.

#### Stege
"Sneglehøj", 4x20 m. Sti rundt om; Flagstang paa Top; spredte Buske. Til højen er knyttet sagn om trolde, som reddede øen under svenske-krigene ved at sende så mange myg efter soldatene, at de fortrak. Der er fundet danefæ i form af en guldbelagt Bronzekniv B 7519; Sb.nr.050509-1.

#### Møn
Telegrafstation Sneglehøj, Møns Kommune; Sandsynlig beliggenhed: Der er to Sneglehøje på Møn. Den ene ligger lidt syd for Klintevej ca. 2750 m fra Stege ved en vej der fører mod syd til Nyvang. I dag fredet minde, formodet at være en kæmpehøj. Fra denne er der teoretisk set blik til Elmelunde. Langt mere sandsynligt er det dog, at der er tale om en sneglehøj på selve Møns klint. Herfra er der både udsigt til Elmelunde, og udsigt ud over havet mod syd og øst; en perfekt udsigtspost, hvilket også forklarer stationens position som endestation. I 1801 benævnt ”Snøvlebakken”.